# Ярослав Громаднік
Ярослав Громаднік (чеськ. Jaroslav Hromadník) — чехословацький футболіст, що грав на позиції півзахисника і нападника.

## Клубна кар'єра
Виступав у складі клубу «Уніон» (Жижков). В 1919 команда стала третьою в Середньочеській лізі, де грали провідні клуби Чехословаччини, а в 1921 році досягла найвищого успіху в чемпіонатах країни, посівши друге місце. Команда випередила принципового суперника «Вікторію», а також «Славію», пропустивши лише «Спарту». 
В 1919 році грав за збірну Праги в товариському матчі проти збірної Кладно (5:3).
У 1920 році потрапив у заявку національної збірної Чехословаччини, що брала участь у Олімпійських іграх 1920 у Антверпені, але на поле не виходив.